# Kadenbach

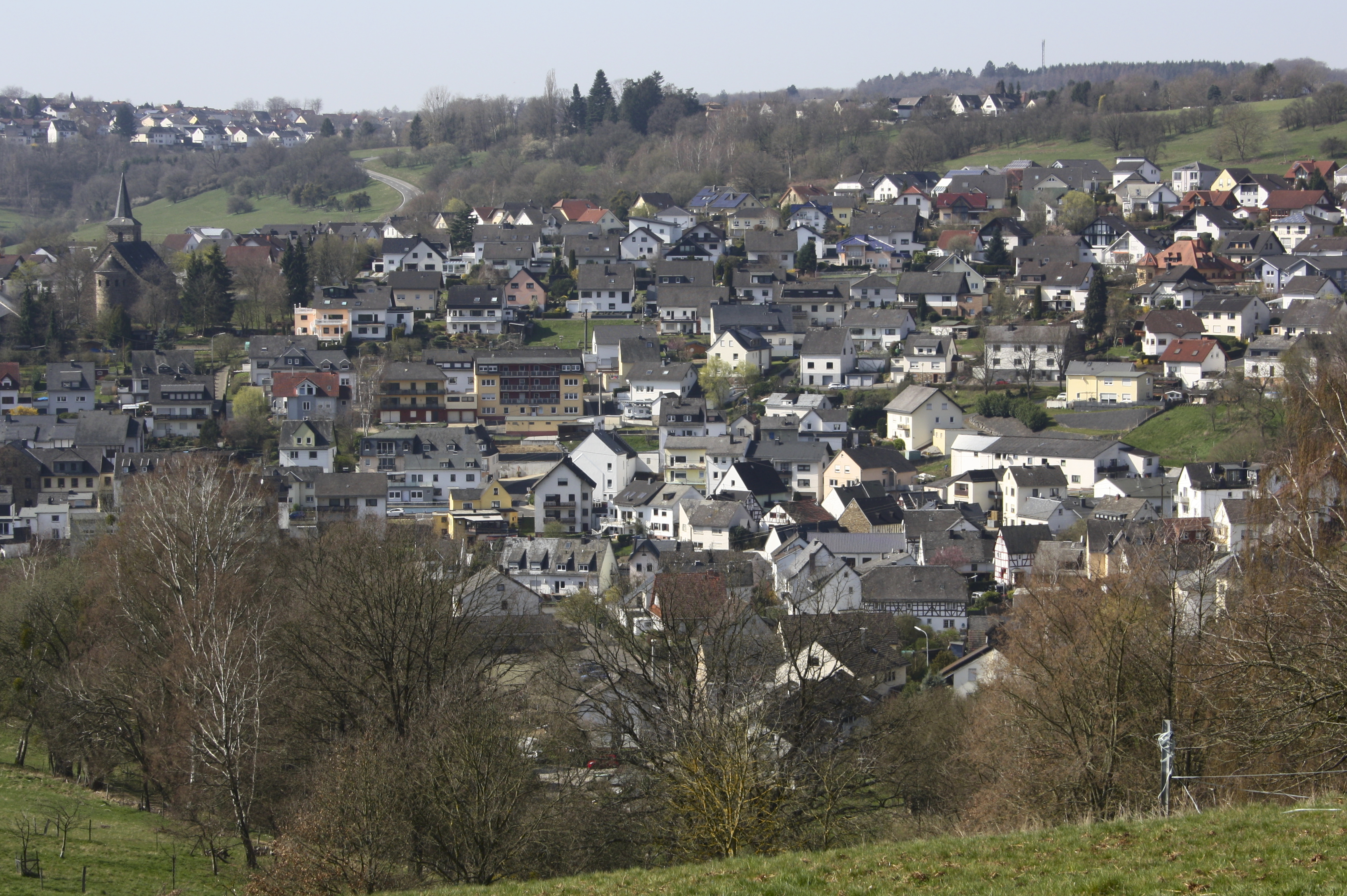
Ansicht von Kadenbach (2020)

Kadenbach ist eine Ortsgemeinde im Westerwaldkreis in Rheinland-Pfalz. Sie gehört der Verbandsgemeinde Montabaur an. Bis zum 17. Dezember 1938 war die amtliche Schreibweise des Gemeindenamens „Cadenbach“.

## Geographie
Die Gemeinde liegt in der Augst im Westerwald zwischen Montabaur und Koblenz und im Naturpark Nassau.

## Geschichte
Kadenbach wurde am 1. August 1110 als „Catenbach“ erstmals urkundlich erwähnt, als der Trierer Erzbischof Bruno dem Florinsstift zu Koblenz ein Haus zu Errichtung eines Hospitals schenkte und mit Gütern in Kadenbach ausstattete. Im Jahr 1216 übertrug Erzbischof Theoderich II. das Hospital und die zugehörenden Güter an den Deutschen Orden in Koblenz. Der Deutsche Orden hatte bis 1809 die Grundherrschaft in Kadenbach.

Bis zum Ende des 18. Jahrhunderts gehörte Alflen landesherrlich zu Kurtrier und war dem Amt Ehrenbreitstein zugeordnet. Innerhalb des Amtsbezirks gehörte Kadenbach zum „Gericht in der Augst“ zu dem auch Arzbach, Eitelborn und Neuhäusel gehörten. Im Trierer Feuerbuch aus dem Jahr 1563 sind 14 Feuerstellen (Haushalte) in Kadenbach (Cadenbach) verzeichnet, im Jahr 1684 waren es 21.
Durch den Reichsdeputationshauptschluss gelangte Kadenbach mit dem Amt Ehrenbreitstein 1803 zum Fürstentum Nassau-Weilburg bzw. ab 1806 zum Herzogtum Nassau und wurde 1816 dem Amt Montabaur zugeteilt. 1866 folgte der Übergang zum Königreich Preußen. Unter der preußischen Verwaltung gehörte die Gemeinde ab 1867 zum Unterwesterwaldkreis in der Provinz Hessen-Nassau. Kadenbach gehört seit 1946 zum Land Rheinland-Pfalz und seit 1974 zum neu gebildeten Westerwaldkreis.
Das erste Schulgebäude von Kadenbach wurde 1836 vollendet, bereits 1878 folgte die Fertigstellung des neuen Schulgebäudes. Das bisherige Schulgebäude wurde daraufhin zur Lehrerwohnung. 1936 wurde die Schreibung „Kadenbach“ der offizielle Ortsname. Zahlreiche Neubauten wurden im 20. Jahrhundert ausgeführt, darunter 1946 bis 1948 die Neuanlage des Sportplatzes, 1950 die Anlegung des Friedhofs und 1953 die Kirche. Der Ausbau der Besiedelung wurde ab 1959 mit der ersten Bebauung der Freiherr-vom-Stein-Straße vorangetrieben. Weitere Siedlungsgebiete kamen in der Römer- (1969 und 1972) und Brunnenstraße (1969), „Auf der Höh“ (1980) und „Auf der Höh II“ (2001) dazu.
1962 wurde ein Brunnen in der Nähe des Sportplatzes gebohrt. 1978 folgte der Abriss des „Backes“. Die Grundschule musste 1986 aufgelöst werden. Ein neuer Kindergarten konnte dagegen 1988 fertiggestellt und 1994 vergrößert werden. Die Friedhofshalle und das Gemeindehaus wurden 1989 vollendet, die Neugestaltung des Dorfplatzes ebenfalls 1994 vorgenommen. 1995 schaffte sich die Gemeinde ein eigenes Wappen an. 1999 wurde der Naturentdeckungspfad „Binnbachtal“ eröffnet, 2000 die Kapelle „Maria in der Augst“ fertiggestellt.
In den Jahren 2011/2012 wurde die alte Grillhütte aus den 1970er-Jahren abgerissen und durch ein finnisches Holzblockhaus mit überdachter Terrasse ersetzt.
Bevölkerungsentwicklung
Die Entwicklung der Einwohnerzahl von Kadenbach, die Werte von 1871 bis 1987 beruhen auf Volkszählungen:
| Jahr | Einwohner |
| 1815 | 268       |
| 1835 | 416       |
| 1871 | 502       |
| 1905 | 556       |
| 1939 | 520       |
| 1950 | 550       |

| Jahr | Einwohner |
| 1961 | 637       |
| 1970 | 864       |
| 1987 | 1.188     |
| 1997 | 1.284     |
| 2005 | 1.447     |
| 2023 | 1.330     |

## Politik

### Gemeinderat
Der Gemeinderat in Kadenbach besteht aus 16 Ratsmitgliedern, die bei der Kommunalwahl am 9. Juni 2024 in einer personalisierten Verhältniswahl gewählt wurden, und dem ehrenamtlichen Ortsbürgermeister als Vorsitzendem.
Die Sitzverteilung im Gemeinderat:
| Wahl | SPD | CDU | FWG * | WGK * | Gesamt   |
| ---- | --- | --- | ----- | ----- | -------- |
| 2024 | 2   | 2   | 6     | 6     | 16 Sitze |
| 2019 | 2   | 3   | 11    | –     | 16 Sitze |
| 2014 | 3   | 3   | 10    | –     | 16 Sitze |
| 2009 | 3   | 3   | 10    | –     | 16 Sitze |
| 2004 | 4   | 3   | 9     | –     | 16 Sitze |

### Bürgermeister von Kadenbach
Fabian Kirmse wurde am 26. August 2024 Ortsbürgermeister von Kadenbach. Bei der Direktwahl am 9. Juni 2024 hatte er sich mit einem Stimmenanteil von 53,7 % gegen die Amtsinhaberin durchgesetzt.
Bisherige Amtsträger:
- 1948–1959: Josef Nuss
- 1959–1969: Julius Stotz
- 1969–1989: Alois Karbach
- 1989–1994: Heinrich Dombo
- 1994–1997: Hermann Schaa
- 1998–2013: Helmut Marx
- 2013–2024: Ute Kühchen (FWG)[10]
- ab 2024: Fabian Kirmse (WGK)

### Wappen
| Wappen von Kadenbach | Blasonierung: „In Silber ein durchgehendes schwarzes Tatzenkreuz, belegt mit einem silbergesäumten roten Balkenkreuz, im linken Obereck ein abgerissenes, rotbewehrtes und rotgezungtes, schwarzes Adlerhaupt.“ |
| Wappen von Kadenbach | Wappenbegründung: Im Kadenbacher Wappen erinnert das dem schwarzen Ordenskreuz nachempfundene Tatzenkreuz und ein schwarzer Adlerkopf als Teil des Ganzen an die fast 600-jährige Zugehörigkeit zum Deutschordenshaus Koblenz. Das rote Kreuz und die Farbe Silber versinnbildlichen die kurtrierische Landeshoheit. Die Ortsgemeinde führt dieses Wappen nach der Genehmigung durch die Kreisverwaltung seit dem 8. Mai 1995. |

## Kultur und Sehenswürdigkeiten
Siehe Liste der Kulturdenkmäler in Kadenbach

## Wirtschaft und Infrastruktur
2006 wurde eine neue Filiale der Raiffeisenbank Unterwesterwald gebaut.
Ferner existiert eine Gaststätte, die über einen Saal für Vereinsveranstaltungen und Familienfeiern verfügt.

### Verkehr
Die nächste Autobahnanschlussstelle ist Montabaur an der A 3 Köln–Frankfurt am Main, etwa zwölf Kilometer entfernt.

### Öffentliche Einrichtungen
In der Gemeinde existieren drei Kinderspielplätze sowie ein Ballspielplatz für Jugendliche.
Es existiert ein für drei Gruppen gebauter Kindergarten, der von der kath. Kirchengemeinde St. Josef betrieben wird.
Die Grundschule wurde 1986 geschlossen. Das alte Schulgebäude befindet sich wie das ehemalige Lehrerwohnhaus im Besitz der Gemeinde. Beide sind derzeit an Firmen vermietet.